# Hofmeister-knik

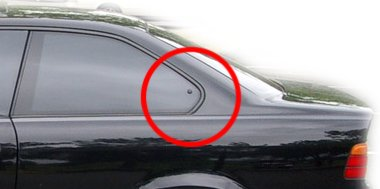
Hofmeister-knik op een BMW E36.

De Hofmeister-knik is, samen met de 'nieren' in de grille, een kenmerkend stijlelement van de Duitse autofabrikant BMW uit München. Het is een kromming in de C-stijl van de auto.
De Hofmeister-knik verscheen als eerste op de BMW 1500 (voorloper van de 5-serie) in 1961 en op de sportieve coupé BMW 3200 CS. Het was toentertijd slechts een klein knikje, tegenwoordig is de knik meer uitgesproken. De Hofmeister-knik geeft de modellen een krachtiger en stoerder voorkomen.
De Hofmeister-knik is vernoemd naar Wilhelm Hofmeister. Deze man was eind jaren 50, begin jaren 60 hoofd van de ontwerpafdeling en de knik is onder zijn leiding ingevoerd.
Alhoewel andere fabrikanten heden ten dage soms ook gebruikmaken van dit stijlkenmerk, is het gebruik van de naam Hofmeister-knik doorgaans alleen van toepassing op BMW's.